# Il ragazzo invisibile
Il ragazzo invisibile è un film del 2014 diretto da Gabriele Salvatores.
È un film fantascientifico per adolescenti che ha per protagonista un giovane che scopre di avere dei superpoteri.
Nel 2018 ha avuto un sequel dal titolo Il ragazzo invisibile - Seconda generazione, diretto sempre da Gabriele Salvatores.

## Trama
Michele Silenzi è un ragazzo di 13 anni che vive a Trieste con la madre adottiva, Giovanna Silenzi, che trovò il bambino davanti alla porta di casa sua quand'era piccolissimo, e desiderosa di un figlio, lo adottò cambiando il suo nome in Michele. Egli è un tipo introverso e timido, impopolare a scuola, preso molte volte in giro dai suoi compagni e innamorato della compagna di classe Stella, che sembra quasi non accorgersi di lui. Vittima di un'età difficile, non è compreso da nessuno, inclusa sua madre nonostante sia sempre premurosa e non lo lasci mai a sé stesso.
La monotonia quotidiana, però, verrà sconvolta da un avvenimento incredibile: un giorno, per una festa di Halloween, Michele indossa un costume di un supereroe cinese (o presunto tale) comprato in un poco raccomandabile bazar gestito proprio da due cinesi, e dopo l'ennesima presa in giro da parte dei suoi compagni, accadrà una cosa sconvolgente, ovvero, guardandosi il giorno dopo allo specchio, scoprirà che il suo corpo è sparito e capisce di essere diventato invisibile. Stupefatto dalla strana trasformazione, pensa di essere un mostro. Poi, usa il suo potere per vendicarsi degli atti di bullismo subiti. Deve però essere completamente nudo per essere invisibile e comincia così a essere sempre raffreddato. Scopre anche che, dopo del tempo, ritorna visibile: la prima volta gli accade quando è nello spogliatoio delle ragazze, momento in cui verrà definito "maniaco".
La scuola è in pieno caos per la sparizione di due alunni della classe di Michele: Martino Breccia, alunno molto bravo in matematica preso da tutti in giro per la sua corporatura grassa e Brando Volpi, giocatore di tennis, e uno dei bulli di Michele. Con la scusa di portare a spasso il cane, quest'ultimo si reca in palestra per vedere gli allenamenti di ginnastica di Stella, ma un tale la rapisce, venendo però ferito al polso da un morso del cane.
Origliando una conversazione della madre, Michele scopre di essere stato adottato, anche grazie all'incontro col suo vero padre, Andreij, il quale rivela che il suo potere non deriva dal costume. I suoi veri genitori furono vittime di un contagio di massa in un disastro nucleare in Russia da cui hanno acquisito mutazioni utilizzabili come superpoteri; entrambi erano finiti nel mirino di un gruppo paramilitare russo, detto "Divisione", che voleva sfruttarli per scopi bellici. Andrej rimase cieco proprio per l'uso dei suoi poteri, mentre la madre di Michele morì durante la fuga dalla prigione proprio nei pressi di Trieste e suo padre lo lasciò davanti alla porta di casa di Giovanna, ritenendola una madre protettiva.
Chi ha rintracciato Michele a Trieste è un altro Speciale, che sembra avere un olfatto così sviluppato da consentirgli la presenza dell'oggetto o della persona corrispondente anche da svariati chilometri. Prima di andarsene, l'uomo consegna al figlio il costume da "supereroe": una tuta nera aderente con la S cirillica (simile alla lettera "С" latina) che permette a Michele di controllare autonomamente il suo potere. Scortato a casa dallo psicologo della polizia, Michele capisce dal segno di un morso sul polso che è il rapitore di Stella.
Aiutato dal coetaneo Ivan, Michele riesce a intuire la posizione di Stella grazie a un segnale e la aiuta a fuggire insieme ai compagni di cella Brando e Martino, anche loro presi di mira dai paramilitari. All'arrivo di questo, i ragazzi prigionieri finalmente scoprono il suo potere, e Stella la vera identità del suo recente amico "immaginario", ossia Michele. Brando e Martino fuggono, mentre Stella insiste perché Michele la aiuti a salvare un vecchio, che ha visto in una stanza durante la fuga; arrivati sul luogo, il ragazzo è fatto prigioniero dall'anziano, che in realtà è uno Speciale di nome Artiglio, che ha il potere di controllare le persone, e aveva posseduto Stella affinché conducesse il ragazzo da lui, nonché, quella mattina, anche lo psicologo, affinché questi scortasse Michele a casa e portasse il ragazzo sulla nave.
Artiglio rivela al ragazzo che adesso la base russa della Divisione è in mano agli Speciali e lo invita a seguirlo in Russia dove potrà ricongiungersi alla madre, ma Michele non gli crede e riesce a fuggire con Stella dal sottomarino, distruggendolo. Il ragazzo si guadagna, perciò, l'amore tanto ambito di Stella e il titolo di supereroe della città, ma viene preso in disparte dal padre, che gli riferisce che, ora che tutti sanno del suo potere e la sua identità, è più in pericolo di prima e che per questo cancellerà di lì a poco la memoria alle persone presenti. Il giorno dopo c'è una festa in onore dei tre ragazzi rapiti, e nessuno sembra ricordarsi del superpotere di Michele: nemmeno Ivan, il quale, pronto a una nuova tirannia, viene però calmato da Michele, che gli spiega che soffre di DDA, ma non è una cosa grave e può lavorarci su. A Brando, invece, Michele intima di non dare addosso al suo prossimo, ma di criticare il padre di Brando stesso, un uomo esigente fino alla violenza verbale. Fuori dalla festa, Michele incontra Stella, che lo invita a fare la strada con lei.
Il film si chiude con il volto del capo degli Speciali, rivelandosi come la vera madre di Michele, Ylenia, in realtà ancora viva. Andrej aveva mentito a Michele, tacendogli anche l'esistenza di una sua sorella gemella, Natasha, che è stata rintracciata dagli Speciali in Marocco.

## Produzione
Questo film segna la sesta collaborazione tra Gabriele Salvatores e Fabrizio Bentivoglio. Il budget per la realizzazione della pellicola è stato stimato intorno agli 8.000.000 di euro.

### Riprese
Le riprese sono iniziate il 16 settembre nel 2013 a Trieste e sono durate 12 settimane.

## Colonna sonora
Alla ricerca di una canzone originale per il film, Salvatores ha indetto un concorso invitando giovani musicisti senza etichetta a comporla. Il concorso era intitolato Una canzone per Il ragazzo invisibile ed è stato promosso attraverso il sito del film. La giuria posta a giudicare i pezzi inviati era composta da: Gabriele Salvatores (regista), Linus (direttore artistico di Radio Deejay), Federico De' Robertis (uno degli autori delle musiche originali), Guido Lazzarini (curatore programmi televisivi) e Marco Alboni (presidente e amministratore delegato di Warner Music Italia).
A fronte dell'invio di 414 brani da parte dei partecipanti all'iniziativa, la giuria ha proclamato la vittoria del concorso di ben tre canzoni che dunque comporranno la colonna sonora del film insieme con le musiche di Ezio Bosso (compositore della Fantasia per violino e orchestra Music for an invisible boy) e Federico de' Robertis.
I brani scelti dalla giuria vengono proclamati il 30 settembre 2014 in diretta a Deejay chiama Italia da Linus e Nicola Savino su Radio Deejay e sono Halloween Party di Luca Benedetto, Wrong Skin di Marialuna Cipolla e In a Little Starving Place dei Carillon. La colonna sonora è pubblicata in dicembre da Indigo Film e distribuita da Warner Music Italia.

### Tracce
1. Gorillaz - Clint Eastwood 5:43
2. The Avett Brothers - Murder in the City 3:14
3. Galapaghost- Never Heard Nothin’ 3:02
4. Ezio Bosso - Little Introduction to the Invisibility (Fantasia for Violin and Orchestra Music for an Invisible Boy) 2:44
5. Ezio Bosso - A Magnet for Troubles (Fantasia for Violin and Orchestra Music for an Invisible Boy) 0:49
6. Ezio Bosso - I'm not Belong Here (A Run) [Fantasia for Violin and Orchestra Music for an Invisible Boy] 0:38
7. Ezio Bosso - Another Humanity (Fantasia for Violin and Orchestra Music for an Invisible Boy) 7:22
8. Ezio Bosso - The Gift (Fantasia for Violin and Orchestra Music for an Invisible Boy) 1:30
9. Ezio Bosso - Do You Know Your Potential? (Fantasia for Violin and Orchestra Music for an Invisible Boy) 4:54
10. Ezio Bosso - Escapes (Fantasia for Violin and Orchestra Music for an Invisible Boy) 0:43
11. Ezio Bosso - Climbing for a Smile (Fantasia for Violin and Orchestra Music for an Invisible Boy) 3:35
12. Ezio Bosso - Rescues with Traps (Fantasia for Violin and Orchestra Music for an Invisible Boy) 1:36
13. Ezio Bosso - The Choice (Fantasia for Violin and Orchestra Music for an Invisible Boy) 2:32
14. Valentina Gaia - How Long I've Loved you? 3:09
15. Luca Benedetto - Halloween Party 2:50
16. Marialuna Cipolla - Wrong Skin 3:39
17. Carillon - In a Little Starving Place 3:43
18. Federico De' Robertis - Submarine Leaves – Mum's Love 2:35
19. Federico De' Robertis - Il potere – Risveglio 2:11
20. Federico De' Robertis - Il negozio cinese – Il generale 2:04
21. Federico De' Robertis - Basili Runs 1:43
22. Fede e gli Infedeli - Invisible Boy (feat. Giacomo Vezzani) 3:59
23. Galapaghost - The Tale of the Invisible Boy (feat. Ru Catania, Federico Puttilli & David Poltrock) [Bonus Track] 2:55
24. Giada Chersovani, Luca Girelli, Matteo Girelli, Kevin Miozzo, Marco Munini & Loris Venier - Il Ragazzo Invisibile [Bonus Track] 3:41

## Distribuzione
Il film è stato distribuito nelle sale italiane il 18 dicembre 2014, a cura di 01 Distribution. Contestualmente all'uscita del film nelle sale, sono usciti in stampa un libro tematico e una graphic novel, che ne caratterizzano i personaggi secondari.
Il film è stato trasmesso in chiaro per la prima volta il 30 dicembre 2017 su Rai 1.

## Accoglienza

### Incassi
Il film non ha avuto successo al botteghino: costato oltre 8 milioni di euro, ha incassato nel primo fine settimana di programmazione 659.000 euro per fermarsi dopo 5 settimane a un incasso totale di 5.216.102 euro, il quarantottesimo incasso dell'anno in Italia.

### Critica
Il ragazzo invisibile è stato sostanziale un fallimento artistico a causa di un approccio completamente sbagliato per la materia trattata: la narrazione del mondo del fantastico e dei supereroi è molto superficiale e dilettantistica e la recitazione degli attori esordienti risulta finta e meccanica.
Il film intreccia il "primo" supereroe italiano con il genere dei classici per ragazzi, anch'esso poco di frequente portato nelle sale cinematografiche del Bel Paese. L'invisibilità è la "cura" della scarsa autostima per un adolescente problematico e l'occasione per trovare il coraggio di ribellarsi al bullismo e al male, e propone ai giovani un padre che è narratore e maestro, privo di paternalismi e di finte amicizie, che li porta a essere adulti senza smettere di essere figli ricchi di sogni e di idee.
Per Gabriele Salvatores si tratta della terza pellicola rivolta agli adolescenti. Secondo il regista sono stati impiegati tutti i tipi di effetti speciali noti per descrivere la nuova via del primo genere fantasy italiano: realista, introspettiva e aumentata, grazie agli effetti speciali prodotti fuori dal set e senza sprecare milioni di dollari.
Paola Casella di MYmovies.it ha dato al film 3.3 stelle su 5, con il seguente giudizio: "una scommessa coraggiosa e infinitamente più complessa di quanto la sua superficie children friendly lasci intuire".

## Riconoscimenti
- 2015 - David di Donatello
  - Migliori effetti speciali a Visualogie
  - Candidatura come miglior produttore a Nicola Giuliano, Francesca Cima e Carlotta Calori con Rai Cinema
  - Candidatura come migliore attrice non protagonista a Valeria Golino
  - Candidatura come miglior attore non protagonista a Fabrizio Bentivoglio
  - Candidatura come migliore fotografia a Italo Petriccione
  - Candidatura come miglior colonna sonora a Ezio Bosso e Federico De Robertis
  - Candidatura come migliore canzone originale (Wrong Skin) a Marialuna Cipolla
  - Candidatura come miglior trucco a Maurizio Fazzini
  - Candidatura come miglior sonoro a Gilberto Martinelli
  - Candidatura come David Giovani a Gabriele Salvatores
- 2015 - Nastro d'argento
  - Migliore soggetto a Alessandro Fabbri, Ludovica Rampoldi e Stefano Sardo
  - Miglior casting director a Francesco Vedovati
  - Candidatura come migliore produttore a Indigo Film
  - Candidatura come migliore scenografia a Rita Rabassini
  - Candidatura come miglior colonna sonora a Ezio Bosso e Federico De Robertis
- 2015 - Ciak d'oro
  - Ciak d'oro Alice/Giovani a Gabriele Salvatores
  - Candidatura come migliore attrice non protagonista a Valeria Golino
  - Candidatura come migliore fotografia a Italo Petriccione
  - Candidatura come migliore scenografia a Rita Rabassini
  - Candidatura come migliore colonna sonora a Ezio Bosso e Federico De Robertis
  - Candidatura come migliore canzone originale (Wrong Skin) a Marialuna Cipolla
  - Candidatura come migliore produttore a Nicola Giuliano, Francesca Cima, Carlotta Calori (Indigo Film) con Rai Cinema
  - Candidatura come miglior manifesto a Francesco Kurhajec, Giorgio Alfonsi
- 2015 - European Film Awards
  - European Film Academy Young Audience Award  a Gabriele Salvatores, Stefano Sardo, Ludovica Rampoldi, Alessandro Fabbri, Nicola Giuliano, Francesca Cima e Carlotta Calori
- 2015 - Minsk International Film Festival Listapad
  - Miglior film per ragazzi[12]

## Sequel
A maggio 2015 il regista affermò di star lavorando al seguito del film. La storia sarà incentrata sul conflitto con la sorella del protagonista che è una pirocineta. Le riprese per il sequel partirono ad agosto 2016 sempre a Trieste e durarono 12 settimane. Il film uscì nelle sale Italiane il 4 gennaio 2018.
Per ragioni sconosciute, Hristo Živkov venne sostituito da Ivan Franek nel ruolo di Andreij.